# 夢想島
《夢想島》（Dream Land）是中國偶像組合SNH48的第12張EP，此張EP的主打歌也是首次推出的原創水着歌曲，EP附有2016年7月30日举办的SNH48第三屆總選舉投票券。

## 簡介
《梦想岛》是SNH48第二张原创EP，也是首张原创夏日主题EP，《梦想岛》风格延续传统SNH48模式，由中国知名音乐制作团队根据夏日主题进行作词、作曲、编曲的创作的主打歌《梦想岛》；日本顶级编舞团队为每首歌曲量身打造的精彩舞蹈；携韩国顶级拍摄团队远赴毛里求斯取景拍摄泳装主题MV，代表亚洲最强实力的团队。同名主打歌《梦想岛》由来自SNH48、BEJ48、GNZ48中24名成员共同组成的阵容拍摄，MV远赴非洲毛里求斯取景。
此次《梦想岛》MV远赴热带岛国毛里求斯取景拍摄，由SNH48及姐妹团BEJ48、GNZ48共24名成员组成选拔阵容。《梦想岛》制作精良、整体投入也是相当巨大，《梦想岛》MV由中、日、韩三国的顶尖制作团队联手打造，MV还加入了大量的3D特效。

## 銷售成績
根据SNH48官方公布的数据，本张唱片开售5分钟销量突破6万张，1小时内销售数量超过10万张。

## 收錄曲目
| CD       | CD                           | CD           | CD                      | CD                      | CD       | CD    |
| 曲序     | 曲目                         |              | 作曲                    | 编曲                    | 演唱者   | 时长  |
| -------- | ---------------------------- | ------------ | ----------------------- | ----------------------- | -------- | ----- |
| 1.       | 夢想島（《贴身校花》片尾曲） | 陳立志       | 都智文                  | 都智文                  | 選拔組   | 3:25  |
| 2.       | LA LA LA                     | 小7          | 羅龍杰                  | 郭偉聰                  | Team SII | 3:28  |
| 3.       | 專屬派對                     | 陳立志       | 姜帆                    | 謝維                    | Team NII | 3:18  |
| 4.       | 夏日悸動                     | 黃楓宜(Mayu) | Seo JungJin/Kim DooHyun | Seo JungJin/Kim DooHyun | Team HII | 3:20  |
| 5.       | 相遇的季節                   | 淺紫         | 姜帆                    | 謝維                    | Team X   | 4:31  |
| 6.       | 戀愛味道                     | 小7          | Claire                  | 阿亂                    | Team XII | 3:23  |
| 总时长： | 总时长：                     | 总时长：     | 总时长：                | 总时长：                | 总时长： | 21:25 |

DVD
1. 《梦想岛》MV花絮

## 選拔成員

### 夢想島
（Center：劉炅然）
- Team SII：戴萌、孔肖吟、李宇琪、孫芮、袁雨楨
- Team NII：龔詩淇、何曉玉、黃婷婷、趙粵
- Team HII：陳怡馨、劉炅然、王璐、謝妮、许杨玉琢
- Team X：陳琳、李釗、邵雪聰、宋昕冉、孫歆文、張丹三
- Team XII：姜杉、張怡
- BEJ48 Team B：段藝璇
- GNZ48 Team G：謝蕾蕾

刘炅然首次担任选拔Center。袁雨楨、何曉玉、謝妮、李釗、孫歆文、姜杉、張怡、段藝璇、謝蕾蕾首次參與選拔。张语格则因拍戏原因没有进入选拔组，至此，已不存在参与了所有选拔组的成员。首次有BEJ48 Team B、GNZ48 Team G的成员参与选拔。
MV在毛里求斯拍攝。

### LA LA LA
（Center：戴萌）
- Team SII：陳觀慧、陳思、戴萌、蔣芸、孔肖吟、李宇琪、莫寒、錢蓓婷、孫芮、吳哲晗（兼任Team X）、徐晨辰、許佳琪、徐子軒、袁丹妮（兼任Team HII）、袁雨楨、張語格

袁丹妮進入Team SII正規16人。邱欣怡掉出Team SII正規16人。

### 專屬派對
（Center：萬麗娜）
- Team NII：陳佳瑩、陳問言、馮薪朵、龔詩淇、黄婷婷、何曉玉、鞠婧禕、羅蘭、林思意、陆婷、李藝彤、萬麗娜、易嘉愛、趙粵、周怡、曾艷芬

《專屬派對》為SNH48Team NII首套原創公演「專屬派對」的標題曲。陳問言進入Team NII正規16人。唐安琪掉出Team NII正規16人。

### 夏日悸動
（Center：許楊玉琢）
- Team HII：陳怡馨、郝婉晴、劉炅然、林楠、劉佩鑫、李清揚、王柏碩、王璐、吳燕文、徐晗、謝妮、徐伊人、許楊玉琢、袁航、楊惠婷、张昕

李清揚重返Team HII正規16人。王露皎掉出Team HII正規16人。

### 相遇的季節
（Center：邵雪聰、張丹三）
- Team X：陳琳、馮曉菲（兼任Team SII）、李晶、李釗、邵雪聰、宋昕冉、孫歆文、汪佳翎、汪束、王曉佳、謝天依、楊冰怡、閆明筠、楊韞玉、張丹三、張韵雯

### 戀愛味道
（Center：洪珮雲）
- Team XII：陳音、陳韞凌、費沁源、洪珮、姜杉、蔣舒婷、李佳恩、呂夢瑩、劉增艷、潘瑛琪、宋雨珊、嚴佼君、佳怡、鄒佳佳、張文靜、張怡

李佳恩、呂夢瑩進入Team XII正規16人。高源婧、曾艾佳掉出Team XII正規16人。

## 軼事
- 闫明筠最後一張以SNH48成員身份參與的EP。

## 外部連結
- SNH48官网的专页（页面存档备份，存于）